# Eu când vreau să fluier, fluier
Eu când vreau să fluier, fluier é um filme de drama romeno-sueco de 2009, dirigido por Florin Șerban. Foi lançado em 11 de janeiro de 2011 e roteirizado por Cătălin Mitulescu, Florin Serban e Andreea Valean e produzido por Cătălin Mitulescu e Daniel Mitulescu. No ano de 2010, recebeu o Grand Prix do Júri do Festival de Berlim.

## Elenco
Seu elenco incluiu:
- George Piştereanu - Silviu
- Ada Condeescu - Ana
- Mihai Constantin - diretor
- Clara Vodă - mãe